# Katherine LaNasa
Katherine LaNasa (New Orleans, 1º dicembre 1966) è un'attrice statunitense.

## Vita privata
Dal 1989 al 1992 è stata la quarta moglie dell'attore Dennis Hopper, da cui ha avuto un figlio, Henry Hopper. Il 19 maggio 1998 sposa l'attore French Stewart, da cui divorzia dopo 11 anni di matrimonio. Il 18 agosto 2012 celebra le sue terze nozze con l'attore Grant Show, da cui, il 21 marzo 2014, ha avuto una figlia, Eloise.

## Filmografia

### Cinema
- Honey, I Shrunk the Audience – cortometraggio (1994) non accreditata
- The Disappearance of Kevin Johnson, regia di Francis Megahy (1996)
- Schizopolis, regia di Steven Soderbergh (1996)
- Alfie, regia di Charles Shyer (2004)
- The Lucky Ones - Un viaggio inaspettato (The Lucky Ones), regia di Neil Burger (2008)
- Appuntamento con l'amore (Valentine's Day), regia di Garry Marshall (2010)
- Jayne Mansfield's Car - L'ultimo desiderio (Jayne Mansfield's Car), regia di Billy Bob Thornton (2012)
- Candidato a sorpresa (The Campaign), regia di Jay Roach (2012)
- Il cacciatore di donne (The Frozen Ground), regia di Scott Walker (2013)

### Televisione
- The Heart of Justice, regia di Bruno Barreto – film TV (1992)
- Three Sisters – serie TV, 33 episodi (2001-2002)
- The Guardian – serie TV, 4 episodi (2002–2003)
- CSI - Scena del crimine (CSI: Crime Scene Investigation) – serie TV, 1 episodio (2003)
- Giudice Amy (Judging Amy) – serie TV, 9 episodi (2003-2005)
- CSI: Miami – serie TV, 1 episodio (2005)
- Grey's Anatomy - serie TV, 1 episodio (2005-2006)
- Justice - Nel nome della legge (Justice) – serie TV, 6 episodi (2006-2007)
- 12 Miles of Bad Road – serie TV, 6 episodi (2006-2008)
- Due uomini e mezzo (Two and a Half Men) – serie TV, 4 episodi (2006-2011)
- Make It or Break It - Giovani campionesse (Make It or Break It) – serie TV, episodio 2x09 (2010-2011)
- Longmire – serie TV, 6 episodi (2012-2013)
- Deception – serie TV, 8 episodi (2013)
- Satisfaction – serie TV, 20 episodi (2014-2015)
- Devious Maids - Panni sporchi a Beverly Hills (Devious Maids) – serie TV, 4 episodi (2016)
- Imposters – serie TV, 14 episodi (2017-2018)
- Dynasty – serie TV, 6 episodi (2018)
- Truth Be Told – serie TV, 19 episodi (2019-2023)
- Katy Keene – serie TV, 13 episodi (2020)
- The Pitt – serie TV (2025)

## Doppiatrici italiane
Nelle versioni in italiano delle opere in cui ha recitato, Katherine LaNasa è stata doppiata da:
- Francesca Fiorentini in Dr. House - Medical Division, Candidato a sorpresa, The Pitt
- Claudia Razzi in Longmire, Satisfaction (USA)
- Laura Romano in Imposters, Dynasty
- Emanuela Rossi in Devious Maids
- Tiziana Avarista in Three Sisters
- Irene Di Valmo in The Lucky Ones - Un viaggio inaspettato
- Giò Giò Rapattoni in Ghost Whisperer - Presenze
- Barbara Berengo Gardin in Burn Notice - Duro a morire
- Antonella Rinaldi ne Il cacciatore di donne
- Alessandra Korompay in Due uomini e mezzo
- Michela Alborghetti in Cold Case - Delitti irrisolti
- Isabella Pasanisi in CSI - Scena del crimine
- Monica Ward in Jayne Mansfield's Car - L'ultimo desiderio